# Мікрорайон ім. Генерала Владислава Андерса (м. Ряшів, Польща)
Мікрорайон ім. Генерала Владислава Андерса – мікрорайон № IX міста Жешува. Станом на 28 грудня 2010 року тут проживало 11 707 мешканців, а за станом на 10 травня 2019 року в мікрорайоні мешкало 11 062 особи. Станом на 31 жовтня 2019 року мікрорайон налічував 10 987 мешканців, тоді як 18 лютого 2021 року мікрорайон налічував 10 710 мешканців. До 11 червня 1991 року мікрорайон офіційно мав назву XX-річчя ПНР. До 2024 року тут знаходився найдовший житловий будинок у Жешуві.